# Pholcus kwanaksanensis
Pholcus kwanaksanensis is een spinnensoort uit de familie trilspinnen (Pholcidae). De soort komt voor in Zuid-Korea.